# Gadstrup
Gadstrup és una localitat situada en el municipi de Roskilde, a la regió de Selandia (Dinamarca), amb una població l'any 2012 d'uns 1.916 habitants.
Està situada al nord de l'illa de Selandia, limitant amb la regió capital a l'est i el fiord de Roskilde al nord.